# 2-Fluorethanol
2-Fluorethanol ist eine chemische Verbindung aus der Gruppe der substituierten Alkohole und organischen Fluorverbindungen.

## Geschichte
Auf der Suche nach neuen Schädlingsbekämpfungsmitteln begann die systematische Erforschung der Fluorcarbonverbindungen 1934 in Deutschland durch Gerhard Schrader (I.G. Farben), wobei eine hohe Toxizität auf Mensch und Nutztiere festgestellt wurde. Der Grund für die Beendigung der Forschung liegt u. a. in der Entdeckung der phospororganischen Verbindungen, welche sich durch geringe Modifikationen im Molekül einerseits als noch toxischere chemische Kampfstoffe anwenden lassen, andererseits aber auch zur Schädlingsbekämpfung besser eigneten (schnellerer Abbau und andere geeignetere Eigenschaften). Die Fluorcarbonverbindungen bleiben durch ihre feste F–C-Bindung sehr lange stabil, sodass eine viel zu lange Vergiftung des Nutzbodens entsteht.

## Gewinnung und Darstellung
2-Fluorethanol kann durch die Umsetzung von Ethylenoxid mit Fluorwasserstoff unter Druck hergestellt werden. Weiterhin gelingt die Darstellung durch die Reaktion von Ethylencarbonat mit Kaliumfluorid oder Diethylcarbonat mit Kaliumhydrogendifluorid. Die Verbindung kann auch durch nucleophile Substitutionsreaktionen an Ethylenglycol, 2-Chlorethanol oder 2-Bromethanol mittels Kaliumfluorid erhalten werden.

## Eigenschaften
2-Fluorethanol ist eine farblose Flüssigkeit mit einem dem Ethanol ähnlichen Geruch. Der Siedepunkt liegt bei Normaldruck bei 103 °C. Die Dampfdruckfunktion ergibt sich nach August entsprechend log10(P) = −A/T+B (P in mmHg, T in K) mit A = 2306 und B = 9,060. Die Verbindung schmilzt bei −26 °C. Es ist mit Wasser und Ethanol in jedem Verhältnis mischbar. Auf Grund der Fluorsubstitution ist die Säurestärke mit einem pKs–Wert von 14,42 etwas höher als bei reinem Ethanol mit einem pKs–Wert von 16.

## Toxische Eigenschaften
Fluorethanol wird im Körper leicht zu Fluoressigsäure oxidiert, die die toxischen Erscheinungen hervorruft. Fluorethanol kann nach oraler Aufnahme, nach Inhalation und in geringerem Maße nach perkutaner Resorption seine toxische Wirkung entfalten.
Die Latenzzeit beträgt 0,5 bis 6 Stunden. Die Vergiftungssymptome sind Muskelzuckungen, Tremor, Atemstörungen, klonische Krämpfe der Gesichts- und Nackenmuskulatur, Rückwärtsbeugung des Rumpfes, Pupillenerweiterung, Erbrechen, Kribbeln, Taubsein der Haut, Erregungs- und Angstzustände, epilepsieähnliche Krämpfe, die sich unregelmäßig wiederholen. Der Tod kann durch Herzstillstand, Sauerstoffmangel während der Krämpfe oder durch Aussetzen der Atmung eintreten. Da kein spezielles Antidot vorhanden ist, enden Vergiftungen mit Fluorethanol und ähnlichen Fluorcarbonverbindungen in größerer Giftmenge immer tödlich. Eine Behandlung kann nur die Symptome lindern. Das Hauptaugenmerk liegt dabei auf der durch Fluor ausgelöste Hypokalzämie, der Cholinesterasehemmung und den Eingriffen in den intermediären Stoffwechsel (Citratzyklus). Krämpfe können mit Hexobarbital oder Diazepam bekämpft werden. Nach der akuten Phase können Begleiterscheinungen und Nachfolgeerkrankungen auftreten: Blutdruckabfall, Arrhythmie, Kammerflimmern und Myokardschäden.

## Verwendung
2-Fluorethanol wird zur Herstellung von Schädlingsbekämpfungsmitteln verwendet.

## Sicherheitshinweise
Die Dämpfe von 2-Fluorethanol können mit Luft ein explosionsfähiges Gemisch (Flammpunkt 34 °C) bilden.